# Fovant
Fovant – wieś w Anglii, w hrabstwie Wiltshire. Leży 15 km na zachód od miasta Salisbury i 140 km na zachód od Londynu. Miejscowość liczy 683 mieszkańców.